# Marie Metz-Koning
Marie Metz-Koning (Amsterdam, 12 mei 1864 - Ascona, 27 oktober 1926), vroeger Marie Marx-Koning, was een Nederlands romanschrijfster en dichteres.
Van haar zevende tot haar veertiende jaar zat ze op een kostschool te Arnhem. Daarna kreeg ze een muziekopleiding op de Koninklijke Muziekschool te Rotterdam en die van Amsterdam, omdat ze pianiste wilde worden. In 1888 trouwde ze met de arts H.W. Marx en hield ze op met haar muziekopleiding. Dit huwelijk werd in 1899 ontbonden. Daarna verhuisde ze naar haar familie in Den Haag en wijdde ze zich verder geheel aan het schrijven. In 1902 trouwde ze met de arts J.C. Metz in Vaassen. Haar eerste gedichten verschenen in 1899 in het tijdschrift Nederland.
Metz-Koning was auteur van een aantal sprookjesachtige boeken, zoals het veelgeprezen Van 't viooltje dat weten wilde (1900) en Het beeld op de rots (1901). Beide zijn navolgingen van De kleine Johannes van Frederik van Eeden. In 1902 verscheen de roman Gabriëlle, die veel gelezen en hoog gewaardeerd werd. Daarnaast schreef ze dramatische schetsen. Veel van haar boeken werden voorzien van opvallende Jugendstil-boekbanden, onder meer van de hand van Simon Moulijn en André Vlaanderen.
In haar latere jaren werd ze sterk beïnvloed door de antroposofie en veranderde haar voornaam in 'Morie'.